# 西红门地区
西红门地区是中华人民共和国北京市大兴区下辖的一个地区办事处，同时保留西红门镇名称，其行政事务机构实行“一套人马，两块牌子”的体制，地区办事处与镇政府合署办公，北与丰台区接壤，地区内有汉族、回族、满族三个主要民族。

## 历史
1414年，明成祖下令扩充元朝的下马飞放泊，建成南海子，周围筑土墙，辟出四门：北红门、南红门、东红门、西红门，西红门因此得名。
20世纪50年代初期，西红门乡属于北京市南苑区。南苑区于1958年4月撤销，其所原辖的旧宫、红星、鹿圈、金星、西红门5个乡同时划归大兴区（原河北省大兴县）。这五个乡同年6月并入北京市国营南郊农场，实行大兴区、市农场局双重领导体制，同年9月设红星人民公社，1983年4月恢复乡建制，1990年改为镇建制:85。
2000年4月，西红门镇与原金星乡合并成为新的西红门镇。
2017年11月18日，西红门镇新建庄二村新康东路8号聚福缘公寓发生一场重大火灾，19人遇难，此后北京政府展开安全隐患排查整改活动，清理所谓“低端人口”，致使大量居民寒冬时节丧失住所，流落街头。

## 行政区划
西红门地区下辖以下地区：
星光社区、九龙社区、福盛社区、福星花园社区、同兴园社区、金华园社区、瑞海北区社区、瑞海南区社区、宏大园社区、兴月苑社区、西红门一村、西红门二村、西红门三村、西红门四村、西红门六村、西红门七村、西红门八村、西红门十村、西红门十一村、西红门十二村、新三余庄村、老三余庄村、寿宝庄村、大白楼村、大生庄村、金星庄村、志远庄村、建新庄村、团河北村、团河南村、振亚庄村、新建庄一村、新建庄二村、新建庄三村、新建庄四村和小白楼村。

## 名胜
西红门清真寺，大兴区文物保护单位。